# Elecciones estatales de Schleswig-Holstein de 1983
La elección al décimo parlamento de Schleswig-Holstein se celebró el 13 de marzo de 1983.

## Antecedentes
En las elecciones regionales del 29 de abril de 1979, la CDU bajo el primer ministro Gerhard Stoltenberg había sido capaz de defender su mayoría absoluta, mientras que Klaus Matthiesen del SPD no había tenido éxito con su pretensión de sustituir a Stoltenberg.
En octubre de 1982, el nuevo canciller Helmut Kohl nombró a Stoltenberg nuevo Ministro de Hacienda.
El sucesor de Stoltenberg fue su ministro del Interior, Uwe Barschel, quién se presentó por primera vez a la reelección.
El candidato del SPD para esta elección fue el exministro de Educación Björn Engholm.

## Campaña
La elección fue influida por los desarrollos de políticas federales: Una semana antes de la elección estatal se realizaron las elecciones federales de 1983. En estas, el recién elegido canciller Kohl junto al pacto CDU/CSU había conseguido el 48,8 por ciento de los votos. El FDP, que en el verano de 1982 había abandonado la coalición con el SPD bajo el canciller Helmut Schmidt se había aliado con la CDU/CSU, pero como consecuencia tuvo que aceptar una pérdida significativa de votos.
Una tendencia similar se pudo discernir de Schleswig-Holstein.

## Resultados
Hab. inscritos: 1.965.881
Votantes: 1.667.294 (Participación: 84,81 %)
Votos válidos: 1.662.472
| Partido | Partido                   | Votos   | %     | Mand. directos | Escaños |
| ------- | ------------------------- | ------- | ----- | -------------- | ------- |
|         | CDU                       | 814557  | 49,00 | 33             | 39      |
|         | SPD                       | 726632  | 43,71 | 11             | 34      |
|         | GRÜNE                     | 59358   | 3,57  |                |         |
|         | FDP                       | 35832   | 2,16  |                |         |
|         | SSW                       | 21807   | 1,31  |                | 1       |
|         | DKP                       | 2199    | 0,13  |                |         |
|         | Grüne Demokraten          | 1506    | 0,09  |                |         |
|         | FRAUEN                    | 409     | 0,02  |                |         |
|         | LLSH                      | 108     | 0,01  |                |         |
|         | FSU                       | 8       | 0,00  |                |         |
|         | Candidatos independientes | 56      | 0,00  |                |         |
| Total   | Total                     | 1662472 |       | 44             | 74      |

La CDU pudo ampliar fácilmente su mayoría absoluta con el 49,0 por ciento.
El SPD, por tanto, a pesar de un ligero aumento de votos, no pudo llegar al gobierno.
El FDP perdió con un 2,2 por ciento de los votos su representación en el parlamento con claridad. Los Verdes lograron mejorar su desempeño, alcanzaron al FDP y fueron la tercera fuerza, con el 3,6 por ciento.
Sólo el SSW, libre como partido de la minoría danesa de la cláusula restrictiva, obtuvo el 1,3 por ciento de los votos y un diputado, por lo que en el parlamento fueron representados sólo tres partidos: CDU, SPD y SSW.

## Post-elección
Barschel fue reelegido como primer ministro. Björn Engholm renunció a su escaño en el Parlamento. El 24 de febrero de 1983, una prolongación de la duración de la legislatura del Landtag se insertó en la constitución del estado, por lo que esta legislatura duró desde el 12 de abril de 1983 hasta el 2 de octubre de 1987.